# لوسی اسپراگان
لوسی هانر روبی اسپراگان (انگلیسی: Lucy Honour Ruby Spraggan؛ زادهٔ ۲۱ ژوئیهٔ ۱۹۹۱) خواننده-ترانه‌پرداز اهل بریتانیا است. وی از سال ۲۰۱۱ میلادی تاکنون مشغول فعالیت بوده است.
اسپراگان در سال ۲۰۱۲ در برنامه ایکس فاکتور شرکت کرد و اولین شرکت‌کننده در تاریخ این برنامه بود که قبل از پخش زنده، یک تک‌آهنگ و یک آلبوم در بین ۴۰ آهنگ برتر قرار گرفت. پس از این برنامه، اسپراگان قراردادی با کلمبیا رکوردز امضا کرد و در مجموع هفت آلبوم استودیویی منتشر کرده است.
اولین آلبوم او با نام «به باشگاه بپیوندید» در ۷ اکتبر ۲۰۱۳ منتشر شد و به رتبه ۷ در جدول آلبوم‌های بریتانیا رسید. او از آن زمان پنج آلبوم استودیویی دیگر منتشر کرده است. Choices در ۲۶ فوریه ۲۰۲۱ منتشر شد و در رتبه ۵ جدول آلبوم‌های بریتانیا قرار گرفت. پیش از این آلبوم، تک‌آهنگ‌های «گل‌ها»، «ریشه‌ها» و «هوشیار» منتشر شدند. متعاقباً؛ هفتمین آلبوم استودیویی اسپراگان با نام Balance در اوت ۲۰۲۳ منتشر شد.

## زندگینامه
اسپراگان در کنتربری متولد شد، اما در سنین جوانی به همراه خانواده‌اش به بوکستون در داربی‌شر نقل مکان کرد. او در مدرسه‌ی اجتماعی باکستون و دانشگاه داربی تحصیل کرد، و در حال حاضر در منچستر انگلستان ساکن است. مادرش آنستی، یک روزنامه‌نگار آزاد است.
اسپراگان در ۱۴ سالگی به عنوان همجنسگرا آشکارسازی کرد. و در ۱۸ ژوئن ۲۰۱۶ با جورجینا گوردون ازدواج کرد؛ این زوج در ۱۲ نوامبر ۲۰۱۹ از هم جدا شدند. وی در ۳۱ مارس ۲۰۲۴ نامزدی خود را با دوست قدیمی‌اش امیلیا اسمیت اعلام کرد. آنها در ژوئن ۲۰۲۴ در سالن سالت‌مارش در یورکشایر ازدواج کردند ؛ سایمون کاول، اسپراگان را به این ازدواج رساند.
اسپراگان در مصاحبه‌ای در سال ۲۰۲۳ فاش کرد که در سال ۲۰۱۲، پس از یک شب بیرون رفتن به مناسبت تولد رایلان کلارک در طول تولید برنامه ایکس فاکتور، توسط یک متصدی هتل مورد تجاوز قرار گرفته است. پس از آن برای جلوگیری از ابتلای احتمالی اچ‌آی‌وی، او به دلیل عوارض جانبی آن بسیار بیمار شد و نتوانست به اجرای برنامه ادامه دهد. مجرم به جرم خود اعتراف کرد و به ده سال زندان محکوم شد.

## ترانه‌شناسی
- اتاق بالای باغ وحش (۲۰۱۱)
- به باشگاه بپیوندید (۲۰۱۳)
- ما هستیم (۲۰۱۵)
- امیدوارم از نوشتن من ناراحت نشوید (۲۰۱۷)
- امروز روز خوبی بود (۲۰۱۹)
- انتخاب‌ها (۲۰۲۱)
- تعادل (۲۰۲۳)
- سوی دیگر ماه (۲۰۲۵)